# Giovanni Bramucci
Giovanni Bramucci (* 15. November 1946 in Civitavecchia; † 26. September 2019 ebenda) war ein italienischer Radrennfahrer.

## Sportliche Laufbahn
Bramucci war Teilnehmer der Olympischen Sommerspiele 1968 in Mexiko-Stadt. Er gewann gemeinsam mit Vittorio Marcelli, Mauro Simonetti und Pierfranco Vianelli die Bronzemedaille im Mannschaftszeitfahren. Im olympischen Straßenrennen wurde er beim Sieg von Pierfranco Vianelli als 8. klassiert.
1967 gewann er das Straßenrennen beim vorolympischen Test in Mexiko-Stadt. 1968 gewann er mit Giovanni Cavalcanti, Mauro Simonetti und Vittorio Marcello das Mannschaftszeitfahren um den Internationalen Olympiapreis in der DDR. Bei den UCI-Straßen-Weltmeisterschaften 1968 gewann er mit dem italienischen Vierer ebenfalls Bronze im Mannschaftszeitfahren und wurde 10. im Einzelrennen.